# Tobias Funke
Tobias Funke (* 24. April 1982) ist ein Schweizer Koch aus dem Zürichseegebiet.

## Leben
Funke begann 1998 die Kochlehre mit der anschliessenden Servicelehre im Schloss Rapperswil. Das Schloss Rapperswil sowie die Kunststuben in Küsnacht und das Il Casale prägten Tobias Funke in seiner Kochkunst. 2006 übernahm er das Restaurant Falkenburg in Rapperswil. Dieses verliess er nach vier Jahren, um im Jahre 2010 den Obstgarten in Freienbach zu übernehmen, wieder als Pächter und Küchenchef. Im Frühjahr 2015 übernahm er die Leitung des Gasthauses zur Fernsicht in Heiden AR im Appenzeller Vorderland (mit «gutbürgerlichem» und Gourmet-Restaurant). Seit 2016 führt er dazu das Cafe&Bar Frohburg und im Winter 2016 kam das Fondue-Chalet dazu. Im Winter 2017 eröffnete er das erste Eisfeld in Heiden, das jeden Winter als Saison-Angebot erstellt wird. Im Jahr 2018 begann er das Projekt Outdoor-Boutique-Hotel, das für zwei Winter-Saisons die Landschaft prägte.
Funke wurde 2011 jüngster «Aufsteiger des Jahres» vom Gault Millau seit Bestehen des Gourmetführers. Seit 2020 wird sein Gourmet-Restaurant mit dem zweiten Stern vom Guide Michelin ausgezeichnet.
Im Jahr 2011 erfand er die «älteste Speisekarte der Schweiz» mit bis zu 600 Jahre alten Gerichten.

## Auszeichnungen
- 2011 «Aufsteiger des Jahres» im Gault-Millau Schweiz
- 2011 Bib Gourmand Guide Michelin
- 2020 2* Guide Michelin Stern[1]
- 2019 95 Falstaff Punkte[2]